# Cayenne (motorfietsmerk)
Cayenne is een Brits historisch merk van motorfietsen.
De bedrijfsnaam was: Hayes-Pankhurst Mfg. Co., St Leonards-on-Sea, Sussex
Cayenne maakte in 1912 en 1913 bijzondere motorfietsen met watergekoelde 497cc-kopklep-V-twins die waarschijnlijk van Buchet in Frankrijk kwamen. De ontstekingsmagneet werd aangedreven door een morseketting.